# Kendale Lakes
Kendale Lakes ist  ein census-designated place (CDP) im Miami-Dade County im US-Bundesstaat Florida. Das U.S. Census Bureau hat bei der Volkszählung 2020 eine Einwohnerzahl von 55.646 ermittelt.

## Geographie
Kendale Lakes liegt etwa 15 km südwestlich von Miami. Der CDP wird von den Florida State Roads 94 und 821 (Homestead Extension of Florida’s Turnpike, mautpflichtig) tangiert.

## Demographische Daten
Laut der Volkszählung 2010 verteilten sich die damaligen 56.148 Einwohner auf 18.964 Haushalte. Die Bevölkerungsdichte lag bei 2648,5 Einw./km². 92,1 % der Bevölkerung bezeichneten sich als Weiße, 2,2 % als Afroamerikaner, 0,1 % als Indianer und 1,4 % als Asian Americans. 2,4 % gaben die Angehörigkeit zu einer anderen Ethnie und 1,8 % zu mehreren Ethnien an. 86,5 % der Bevölkerung bestand aus Hispanics oder Latinos.
Im Jahr 2010 lebten in 38,7 % aller Haushalte Kinder unter 18 Jahren sowie in 33,9 % aller Haushalte Personen im Alter von mindestens 65 Jahren. 80,8 % der Haushalte waren Familienhaushalte (bestehend aus verheirateten Paaren mit oder ohne Nachkommen bzw. einem Elternteil mit Nachkomme). Die durchschnittliche Größe eines Haushalts lag bei 3,06 Personen und die durchschnittliche Familiengröße bei 3,33 Personen.
23,2 % der Bevölkerung waren jünger als 20 Jahre, 25,8 % waren 20 bis 39 Jahre alt, 30,2 % waren 40 bis 59 Jahre alt und 20,8 % waren mindestens 60 Jahre alt. Das mittlere Alter betrug 41 Jahre. 46,6 % der Bevölkerung waren männlich und 53,4 % weiblich.
Das durchschnittliche Jahreseinkommen lag bei 51.549 $, dabei lebten 14,3 % der Bevölkerung unter der Armutsgrenze.
Im Jahr 2000 war Englisch die Muttersprache von 15,15 % der Bevölkerung, spanisch sprachen 82,45 % und 2,43 % hatten eine andere Muttersprache.